# Rudník (Repubblica Ceca)
Rudník è un comune della Repubblica Ceca facente parte del distretto di Trutnov, nella regione di Hradec Králové.